# Râul Turculețu
Râul Turculețu este un curs de apă, afluent al râului Argel.

## Hărți
- Harta județului Suceava